# Bibliothèque Scarabelli
La bibliothèque Scarabelli est la bibliothèque historique de Caltanissetta, en Sicile. Elle est fondée en 1862 par Antonio Mordini dans les locaux d'un ancien couvent jésuite. 
Fondée notamment à partir de nombreux dons et donations de la part du philologue Luciano Scarabelli (it), elle prend son nom le 12 mai 1882.
Elle possède un grand fonds documentaire, notamment de nombreux manuscrits et cinquecentine.

### Bibliothèque
- (it) Antonio Vitellaro, La biblioteca "Luciano Scarabelli" di Caltanissetta 1862 - 1992, Caltanissetta, Italie, Società Nissena di Storia Patria, 2012
- (it) Antonio Vitellaro, Breve storia della biblioteca comunale "Luciano Scarabelli" di Caltanissetta, Caltanissetta, Italie, Paruzzo Printer, 2009
- (it) Carolina Miceli, Francescanesimo e cultura nelle province di Caltanissetta ed Enna : atti del Convegno di studio, Caltanissetta-Enna, 27-29 ottobre 2005, Officina di Studi Medievali, 2008, 427 p. (ISBN 978-88-88615-73-8, lire en ligne), p. 357
- (it) Antonio Vitellaro, La biblioteca comunale Luciano Scarabelli di Caltanissetta : un patrimonio prezioso, Valle del Salso, Tipolitografia Paruzzo Caltanissetta, 2000
- IGI - Indice generale degli incunaboli delle biblioteche d'Italia. Compilé par T.M. Guarnaschelli et E. Valenziani [et al.]. 6 vols. Rome, 1943-81.
- (it) Giovanni Mulè Bertòlo, Caltanissetta nei tempi che furono e nei tempi che sono, Forni, 1906 (lire en ligne)